# 佩拉的阿昌
阿昌 （？—前321年），出身馬其頓王國的首都佩拉，在前323年亞歷山大大帝逝世任命為巴比倫尼亞總督。當亞歷山大遠征印度時，有一個名叫阿昌（克雷里亞斯之子）的馬其頓佩拉人擔任三排槳戰船艦長（Trierarch），很可能是同一個人。
在佩爾狄卡斯擔任帝國攝政時，佩爾狄卡斯可能懷疑阿昌與埃及的托勒密有所勾結，因此佩爾狄卡斯在遠征托勒密時派遣多喀摩斯（Docimus）率領一小支部隊接替阿昌的職位，阿昌在前321年與多喀摩斯隨後發生戰鬥，最終以阿昌敗亡。
另外在德爾菲的銘文中，發現他在約前333年或前332年間的皮西安運動會和地峽運動會獲得賽馬優勝。